# Kribi
Kribi er en by i det sydlige Cameroun med et indbyggertal (pr. 2007) på cirka 60.000. Byen ligger ved landets atlanterhavskyst og er både en populær badeby og vigtig havneby. 
- Wikimedia Commons har flere filer relateret til Kribi